# Harmonium
Harmonium eller stueorgel (også kaldet salmecykel) blev især brugt i de danske kirker og missionshuse, men også i mange private hjem.
Et harmonium har ikke piber, men små metaltunger ligesom en (mund)harmonika. Luftstrømmen stammer fra en stor bælg i harmoniummets nederste del. Bælgen betjenes med fodpedaler af den udøvende, heraf øgenavnet 'salmecykel'. I de første harmoniummer leverede bælgen et overtryk, men efterhånden blev det mest almindeligt at bælgen leverer et undertryk der trækker luften gennem instrumentet, derved bliver tonen mere jævn og intens. Harmoniummer er som regel udstyret med en svelle der regulerer lydstyrken. Svellen betjenes med knæpedaler.
Det var almindeligt at de mindre danske kirker først anskaffede sig et harmonium, og sidenhen når de fik råd, anskaffede de sig et orgel. Bestanden af harmoniummer toppede omkring år 1900, og i dag har stort set alle kirker et orgel.
Jesuskirken i Valby ved København huser en samling på ca. 20 harmonier.
I Indisk musik er et lille harmonium, hvor bælgen betjenes med venstre hånd så der kun spilles med højre hånd, udbredt.